# Stauanlage Weilerbach

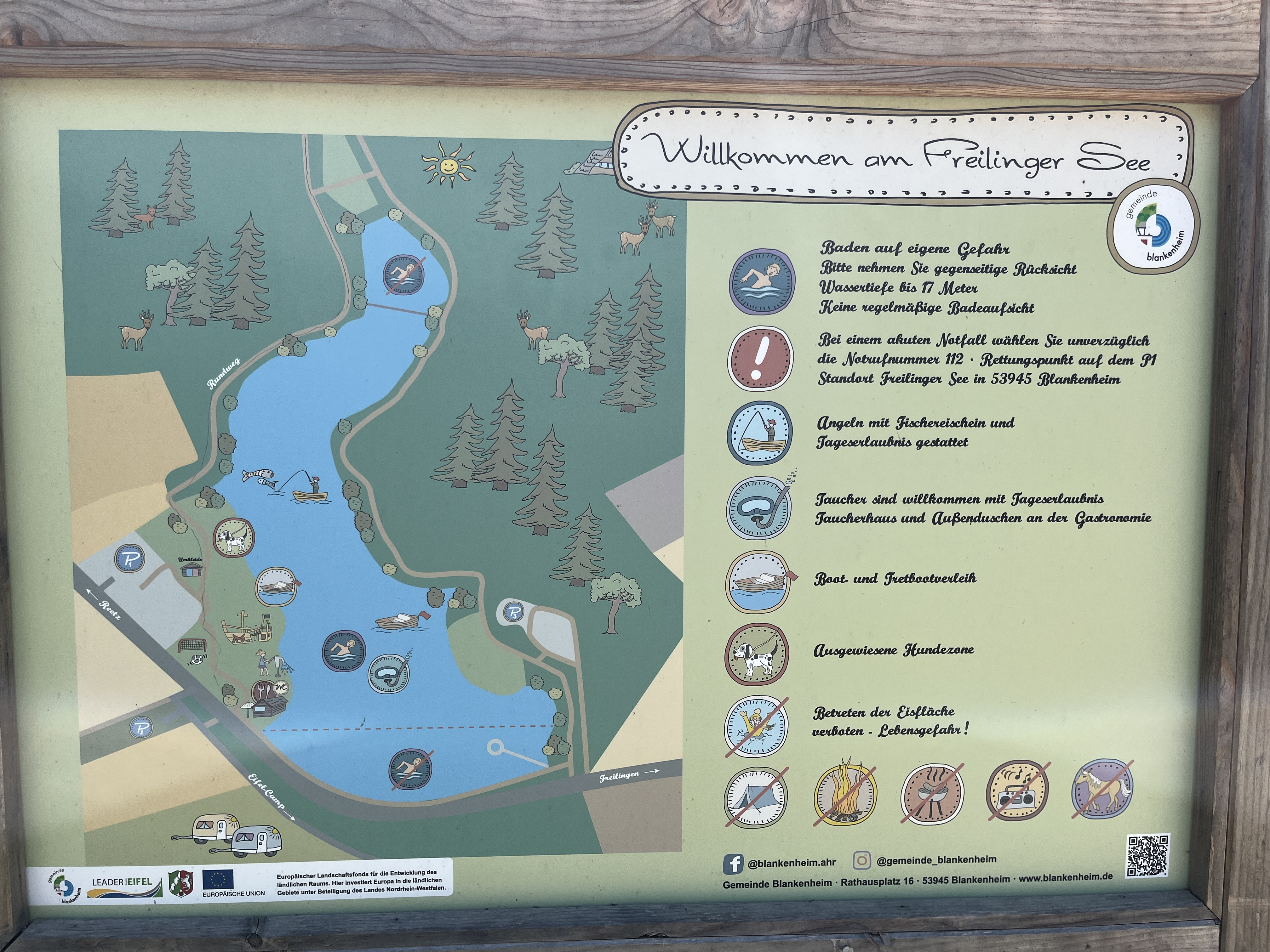
Schild über Freizeitanlage Freilinger See.

Die Stauanlage Weilerbach, in der Region besser bekannt unter dem Namen Freilinger See, liegt bei Freilingen, etwa 10 km südöstlich von Blankenheim in der Nordeifel.

## Stausee
Das gestaute Gewässer ist der Weilerbach im Flussgebiet der Ahr. Das Absperrbauwerk des Sees wurde als Steinschüttdamm mit bituminöser Außenhautdichtung ausgebildet. Über den Damm führt die Kreisstraße 41. Betreiber der Stauanlage ist die Gemeinde Blankenheim.
Der See wurde primär zum Schutz der Unterlieger vor Hochwasserschäden errichtet, von den zahlreichen Besuchern wird er gerne als gut frequentiertes Naherholungsgebiet angenommen. Sein Ufer besteht zu etwa einem Drittel aus Liegewiese und zu zwei Dritteln aus Wald. Das Wasser ist relativ kalt, aber sehr sauber. Man kann unter anderem baden, Boot fahren, windsurfen, tauchen und angeln. Am See befinden sich eine Camping- und Minigolfanlage und ein Restaurant. Um den See herum führt ein ca. 2,1 km langer Wanderweg mit einem Wald-Lehrpfad, welcher den Besuchern die dort heimischen Laub- und Nadelbaumarten näherbringt.
Der See ist Zielpunkt der ersten Etappe des Fernwanderwegs Ahrsteig von Blankenheim her, Endpunkt ist Sinzig.
Im geologischen Untergrund des Freilinger Sees stehen schwach geschieferte Ton- und Schluffsteine der Klerfer Schichten an (oberes Unterems, Unterdevon).

## Bilder

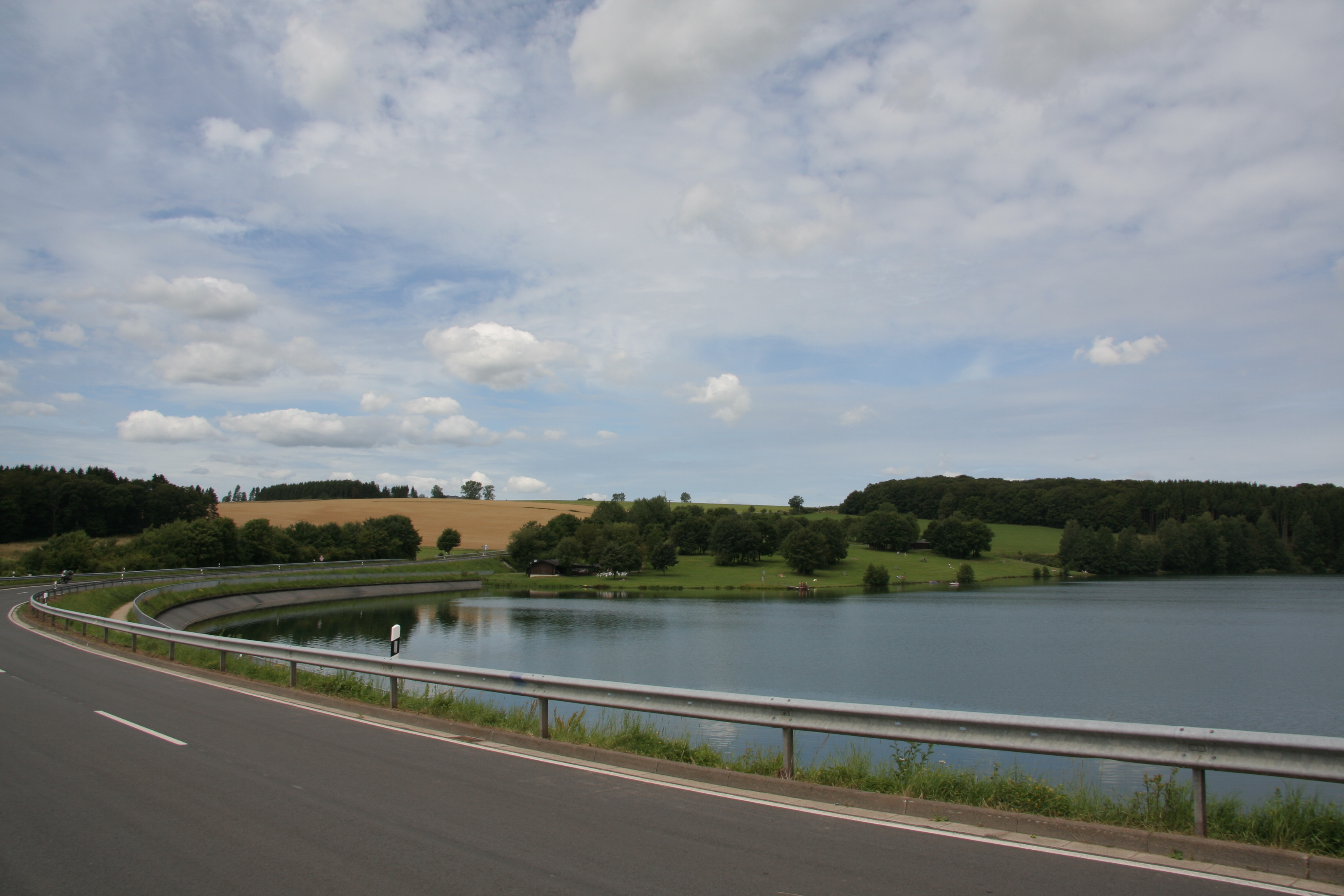
Damm des Freilinger Sees
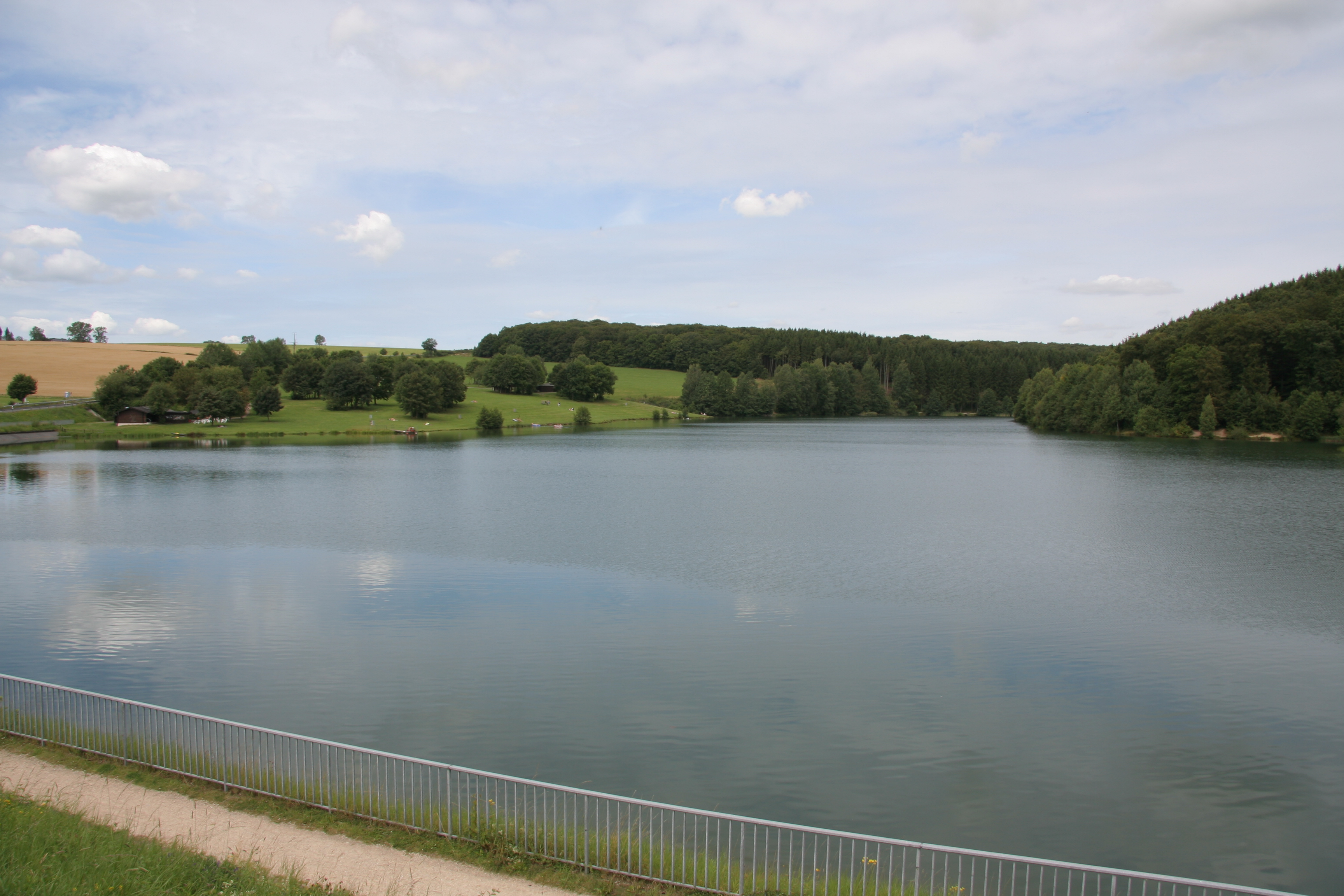
Blick vom Damm aus über den See
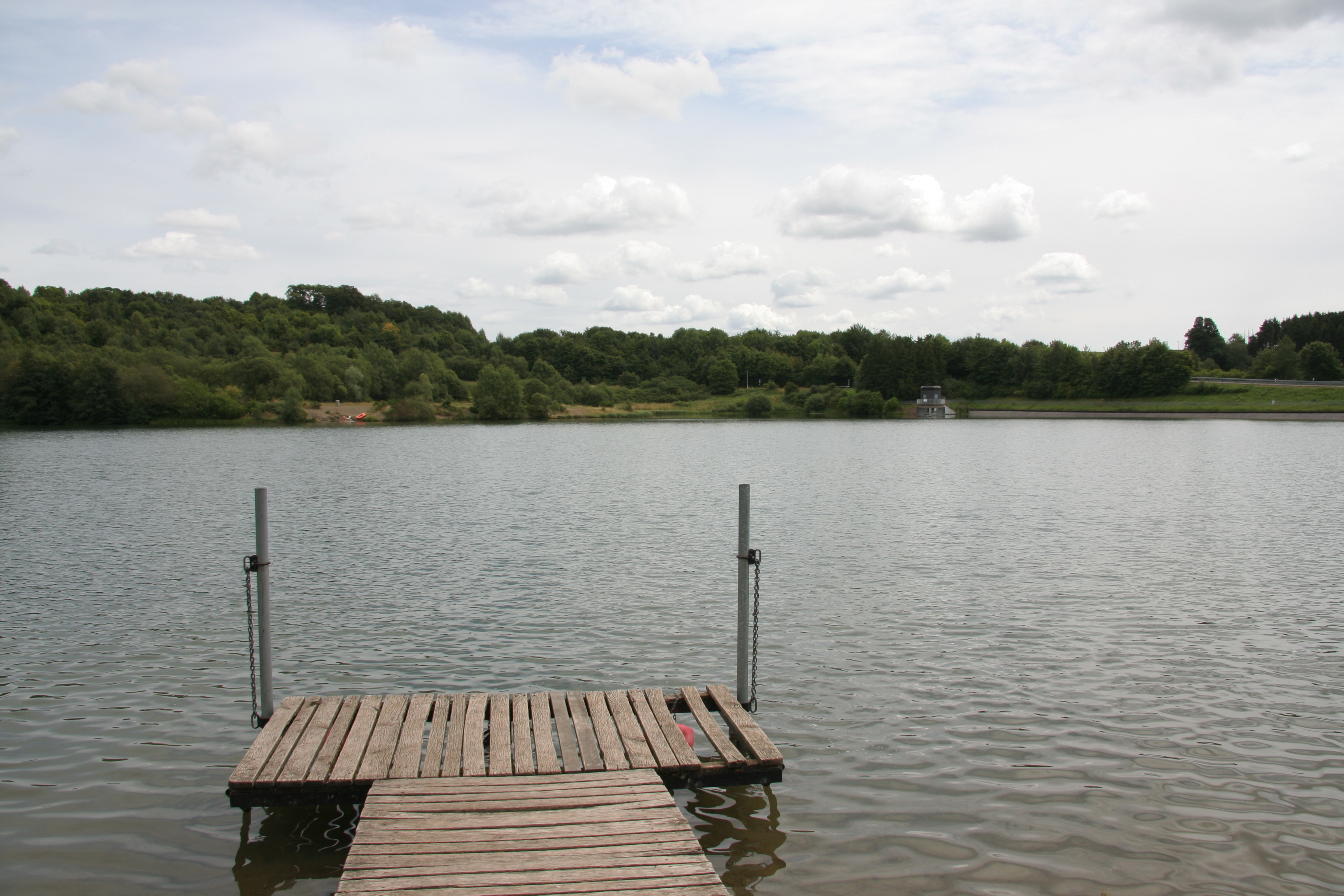
Blick über den See
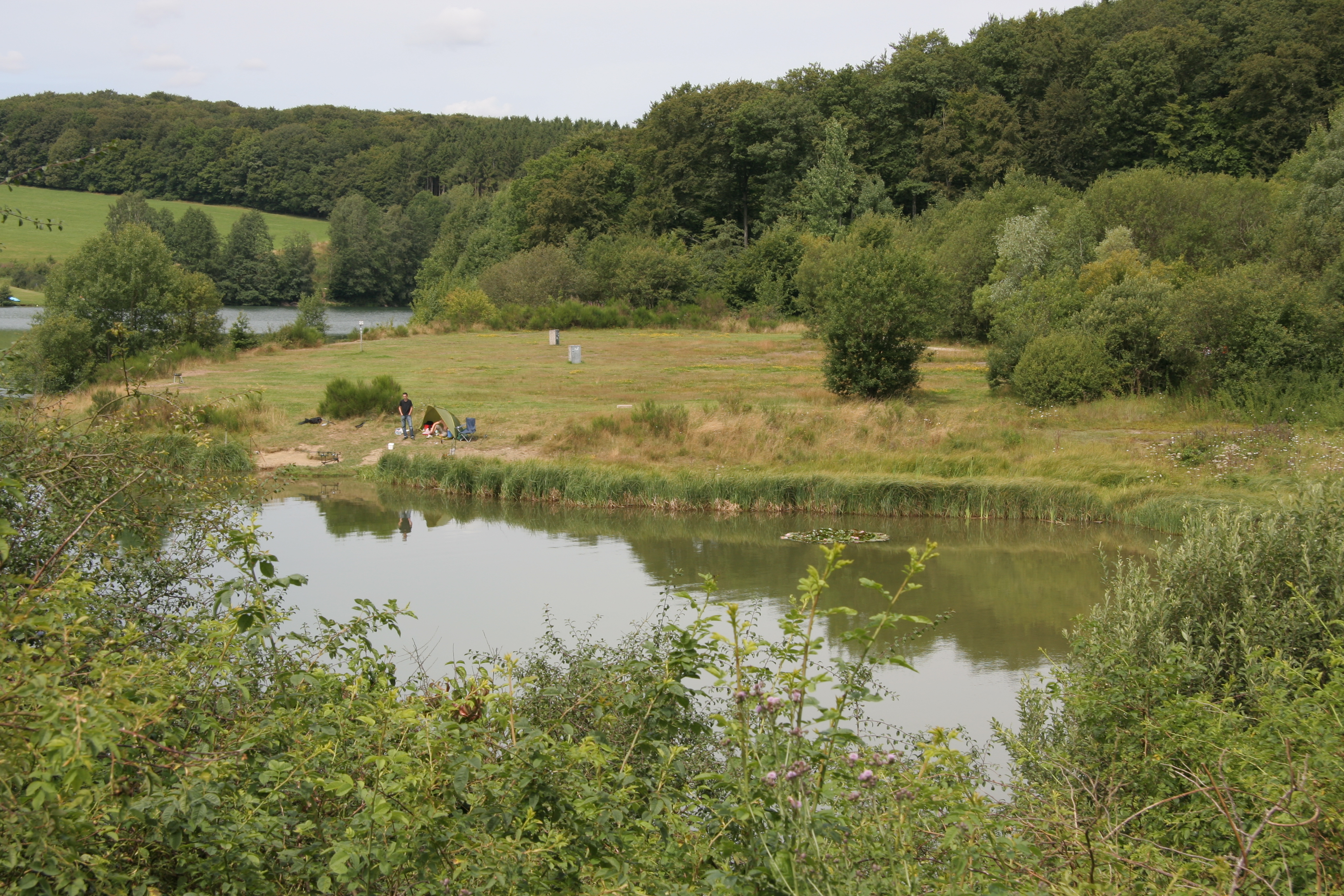
Zelten am See